# Liste der Baudenkmale in Betzendorf

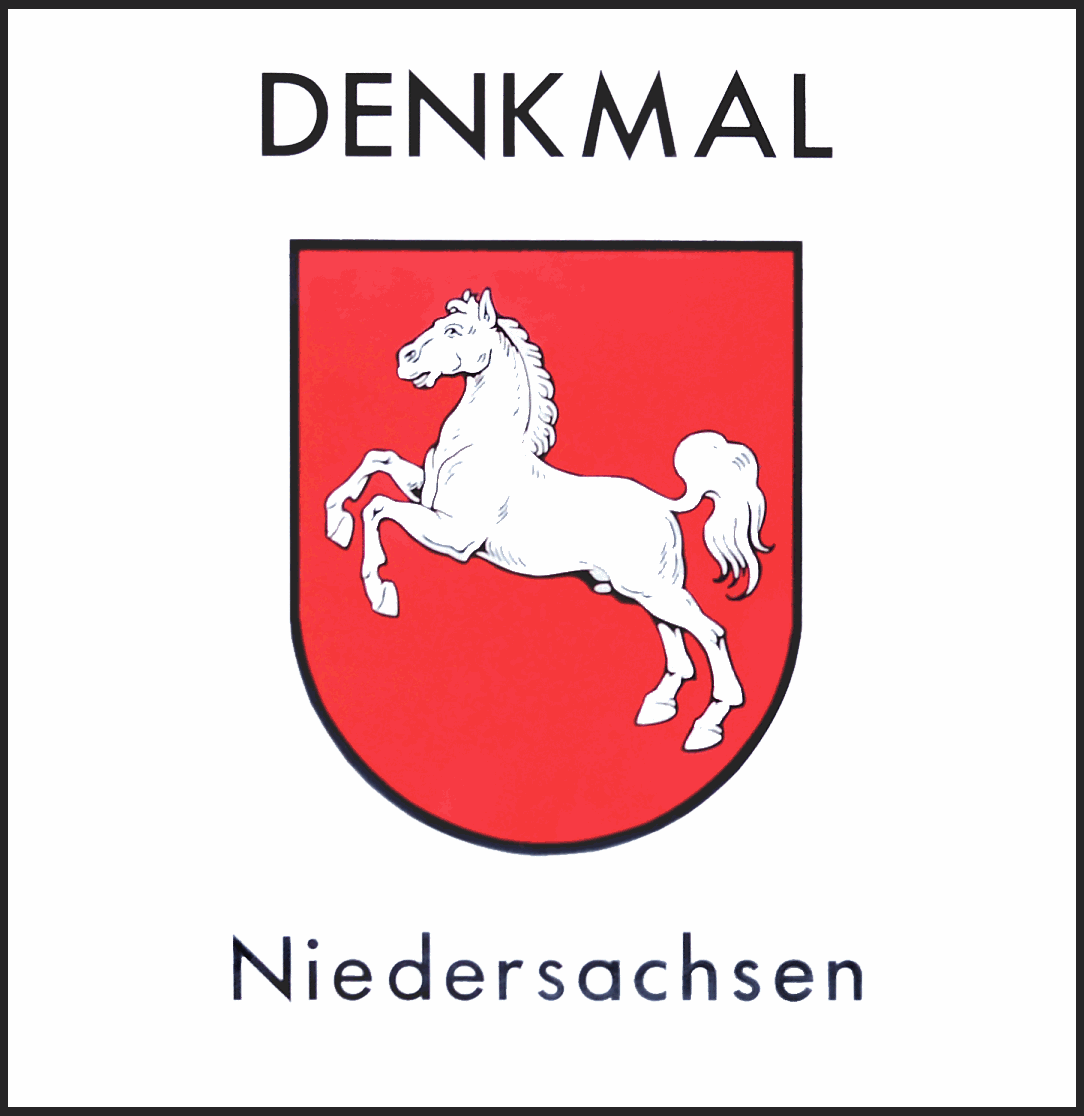

In der Liste der Baudenkmale in Betzendorf sind die Baudenkmale der niedersächsischen Gemeinde Betzendorf und ihrer Ortsteile aufgelistet. Der Stand der Liste ist der 20. Januar 2023. Die Quelle der  IDs und der Beschreibungen ist der Denkmalatlas Niedersachsen.

## Allgemein
In den Spalten befinden sich folgende Informationen:
- Lage: die Adresse des Baudenkmales und die geographischen Koordinaten. Kartenansicht, um Koordinaten zu setzen. In der Kartenansicht sind Baudenkmale ohne Koordinaten mit einem roten Marker dargestellt und können in der Karte gesetzt werden. Baudenkmale ohne Bild sind mit einem blauen Marker gekennzeichnet, Baudenkmale mit Bild mit einem grünen Marker.
- Bezeichnung: Bezeichnung des Baudenkmales
- Beschreibung: die Beschreibung des Baudenkmales. Unter § 3 Abs. 2 NDSchG werden Einzeldenkmale und unter § 3 Abs. 3 NDSchG Gruppen baulicher Anlagen und deren Bestandteile ausgewiesen.
- ID: die Objekt-ID des Baudenkmales
- Bild: ein Bild des Baudenkmales, ggf. zusätzlich mit einem Link zu weiteren Fotos des Baudenkmals im Medienarchiv Wikimedia Commons. Wenn man auf das Kamerasymbol klickt, können Fotos zu Baudenkmalen aus dieser Liste hochgeladen werden:

## Betzendorf

### Gruppe: Heinser Straße 3
Die Gruppe hat die ID: 32720008. Zugang erfolgt von Südosten. Zufahrt wird vom Wohnhaus und Stall flankiert. Im Nordosten Durchfahrtsscheune mit Stall und im Westen Scheune. Hofanlage mit Feldsteinmauer eingefriedet und weist einzelne großen Eichen auf.

| Lage                        | Bezeichnung              | Beschreibung | ID       | Bild |
| --------------------------- | ------------------------ | --- | -------- | ---- |
| 53° 8′ 24″ N, 10° 18′ 48″ O | Wohnhaus                 | Backsteinbau auf niedrigem Sockel und unter Satteldach in Ziegelpfannendeckung. Dach leicht vorkragend. Dreiachsiger Mittelrisalit unter Zwerchgiebel hof- und straßenseitig. Schlichte Gliederung der Fassaden durch Lisenen und Ziegeldekor. Errichtet gegen 1910. | 32733541 | BW   |
| 53° 8′ 24″ N, 10° 18′ 43″ O | Scheune                  | Fachwerkbau über Feldsteinsockel mit Backsteinausfachung unter Halbwalmdach in Ziegelpfannendeckung, Ausfachungen geputzt und weiß gestrichen. Ehemals ausmittige Längsdurchfahrt. An Nordseite späterer Anbau mit zwei Quereinfahrten. Vom Hof aus vier getrennte Zugänge über hölzerne Differenztreppen. Darüber in der Mitte des älteren Baukörpers Ladeluke unter abgeschlepptem Dach. Bauinschriften über Eingängen auf Traufseite. Errichtet 1823(i). | 32733566 | BW   |
| 53° 8′ 26″ N, 10° 18′ 48″ O | Stall                    | Eingeschossiger Fachwerkbau in Vierständerbauweise mit Bachsteinausfachung unter Halbwalmdach mit angebautem niedrigem Stall. Errichtet in zweiter Hälfte 19. Jh. | 32733045 | BW   |
| 53° 8′ 25″ N, 10° 18′ 49″ O | Stall mit Drempelgeschoß | Eingeschossiger Backsteinbau mit aufgesetztem Drempelgeschoss in Ziegelfachwerk und unter Satteldach in Ziegeldeckung. Errichtet gegen 1910. | 32733517 | BW   |

### Gruppe: Pfarrhof
Die Gruppe hat die ID: 32719996. Pfarrhaus leicht zurückgesetzt. traufständige südliche Pfarrscheune. Wohnteil des Pfarrhauses nach Westen.

| Lage                                            | Bezeichnung  | Beschreibung | ID       | Bild |
| ----------------------------------------------- | ------------ | --- | -------- | ---- |
| Hinter der Kirche 1 53° 8′ 19″ N, 10° 18′ 45″ O | Pfarrhaus    | Eingeschossiger Backsteinbau nach Art eines Vierständerhauses unter Halbwalmdach in Ziegeldeckung, Wohnteil tw. in Fachwerk mit Backsteinausfachung. Errichtet Ende 19. Jh. | 32733472 | BW   |
| Hinter der Kirche 1 53° 8′ 18″ N, 10° 18′ 47″ O | Pfarrscheune | Fachwerkbau mit Backsteinausfachung unter Halbwalmdach in Reetdeckung. Errichtet in der Mitte 19. Jh.                                                                       | 32733449 | BW   |

### Einzelobjekte
| Lage                                                  | Bezeichnung               | Beschreibung | ID       | Bild           |
| ----------------------------------------------------- | ------------------------- | --- | -------- | -------------- |
| Dorfstraße 10 53° 8′ 18″ N, 10° 18′ 40″ O             | Wohn-/ Wirtschaftsgebäude | Giebelständiger, eingeschossiger Fachwerkbau in Zweiständerbauweise auf Feldsteinsockel mit Backsteinausfachung unter Halbwalmdach in Hohlpfannendeckung. Giebeltrapez des Wirtschaftsgiebels senkrecht verbrettert. Inneres Konstruktionsgerüst errichtet um etwa 1600, äußere Hülle erneuert um etwa 1800.                       | 32733495 | BW             |
| Hinter der Kirche 1 53° 8′ 16″ N, 10° 18′ 47″ O       | Kirche                    | Die evangelische Kirche St. Peter und Paul Betzendorf wurde um 1200 erbaut. Es ist ein Feldsteinbau mit einem Rundturm im Westen der Kirche. Zum Anfang des 15. Jahrhunderts wurde ein Chor angebaut. Im Inneren befindet sich ein Schnitzaltar aus der Mitte des 15. Jahrhunderts. Das Bronzetaufbecken stammt aus dem Jahr 1368. | 32733069 | Weitere Bilder |
| Hinter der Kirche 1 53° 8′ 16″ N, 10° 18′ 46″ O       | Kriegerdenkmal            | | 32733188 | BW             |
| Hinter der Kirche 1 53° 8′ 15″ N, 10° 18′ 47″ O       | Gedenkstein               | | 32733208 | BW             |
| Straße Betzendorf-Tellmer 53° 7′ 48″ N, 10° 18′ 37″ O | Außenschafstall           | Reetgedecktes Halbwalmdach des Stalls steht auf Sockel aus Findlingen. Giebelwände aus Fachwerk mit Backsteinausfachung und doppelflügligen Toren. Errichtet vermutlich Mitte 19. Jh. | 32733775 | BW             |

## Drögennindorf

### Gruppe: Alte Poststraße 30
Die Gruppe hat die ID: 32720020. Gebäudegruppieren sich nahezu symmetrisch um Wirtschaftshof. Im Nordwesten Stallbauten. Remise, bzw. Scheune schließen als Kopfbauten direkt quer an. Wohnhaus im Zentrum. Im Süden parkartiges Gelände. Landarbeiterhaus östlich an Grundstücksgrenze.

| Lage                                           | Bezeichnung     | Beschreibung | ID       | Bild |
| ---------------------------------------------- | --------------- | --- | -------- | ---- |
| 53° 9′ 4″ N, 10° 17′ 39″ O                     | Scheune / Stall | Bau über T-förmigen Grundriss, davon der Langbau Stall, der Querbau Scheune. Backsteinbau tw. auf Feldsteinsockel mit Fachwerkgiebeln unter Satteldächer in Ziegeldeckung. Mauerwerk mit Lisenengliederung. Errichtet 1910/20.       | 32733350 | BW   |
| 53° 9′ 5″ N, 10° 17′ 41″ O                     | Stall / Remise  | Bau über T-förmigen Grundriss, davon der Langbau Stall, der Querbau Remise. Backsteinbau mit Fachwerkgiebeln unter Satteldächer in Ziegeldeckung. Mauerwerk mit Lisenengliederung. Errichtet 1910/20.                                | 32733329 | BW   |
| 53° 9′ 3″ N, 10° 17′ 41″ O                     | Wohnhaus        | Zweigeschossiger Putzbau auf hohem Sockelgeschoss und unter Walmdach in Ziegeldeckung. Auf Nordseite zum Hof außermittige, auf Zufahrt ausgerichtete doppelläufige Freitreppe; auf Südseite Veranda zum Garten. Errichtet etwa 1925. | 32733373 | BW   |
| 53° 9′ 3″ N, 10° 17′ 40″ O                     | Hofpflasterung  | Feldsteinpflaster auf der Hoffläche. | 32733106 | BW   |
| Celler Landstraße 1 53° 9′ 4″ N, 10° 17′ 45″ O | Wohnhaus        | Traufständiger, eingeschossiger Fachwerkbau mit Backsteinausfachung unter Satteldach in Ziegeldeckung. Errichtet in der zweiten Hälfte des 19. Jahrhunderts.                                                                         | 32733308 | BW   |

## Glüsingen

### Gruppe: Glüsingen 3/4
Die Gruppe hat die ID: 32719924. Die Hofanlagen Glüsingen 3 und 4 liegen beidseits der Dorfstraße auf parkartigen Grundstücken mit dichtem Baumbestand. Von der Straße sind sie durch Feldsteinmauern abgegrenzt. Auf beiden Hofanlagen zurückgesetzte Wohn-/ Wirtschaftsgebäude aus Mitte des 17. Jh. sowie seitlich von diesen Speicher- und Nebengebäude unterschiedlicher Zeitstellung.

| Lage                                    | Bezeichnung               | Beschreibung | ID       | Bild |
| --------------------------------------- | ------------------------- | --- | -------- | ---- |
| Glüsingen 3 53° 7′ 17″ N, 10° 19′ 41″ O | Wohn-/ Wirtschaftsgebäude | Eingeschossiger Fachwerkbau in Zweiständerbauweise auf Feldsteinsockel mit Backsteinausfachungen unter Halbwalmdach ursprünglich in Reetdeckung. Wohnteil errichtet etwa 1650; Wirtschaftsgiebel 1808(i). | 32733018 | BW   |
| Glüsingen 3 53° 7′ 16″ N, 10° 19′ 42″ O | Speicher                  | Eineinhalbgeschossiger Fachwerkbau mit vertikaler Verbohlung unter Satteldach ursprünglich in Reetdeckung. Außentreppe an der Giebelseite. Errichtet etwa 1810.                                           | 32733279 | BW   |
| Glüsingen 4 53° 7′ 16″ N, 10° 19′ 35″ O | Nebengebäude              | | 32733135 | BW   |
| Glüsingen 4 53° 7′ 16″ N, 10° 19′ 37″ O | Wohn-/ Wirtschaftsgebäude | Eingeschossiger Fachwerkbau in Zweiständerbauweise auf Feldsteinsockel mit Backsteinausfachungen unter Halbwalmdach ursprünglich in Reetdeckung. Bauinschrift über dem Dielentor. Errichtete 1649(i).     | 32733227 | BW   |
| Glüsingen 4 53° 7′ 16″ N, 10° 19′ 38″ O | Nebengebäude              | Langgestreckter Fachwerkbau über Feldsteinsockel teils mit Ziegelausfachung, teils mit Verbohlung unter Satteldach ursprünglich in Reetdeckung. Errichtet etwa Mitte 17. Jh.                              | 32733253 | BW   |

## Holtorf

### Gruppe: Gut Holtorf
Die Gruppe hat die ID: 32720032. Gutsanlage mit Herrenhaus, Wirtschaftsgebäuden u. a. Treppenspeicher, Hofpflaster, altem Baumbestand, Park und Feldsteinmauer. Im Westen erstreckt sich der Park.

| Lage                                        | Bezeichnung      | Beschreibung | ID       | Bild |
| ------------------------------------------- | ---------------- | --- | -------- | ---- |
| Holtorf 1 53° 8′ 11″ N, 10° 19′ 25″ O       | Herrenhaus       | Traufständiger, eingeschossiger, axialsymmetrischer Backsteinbau über Sockelgeschoss unter Krüppelwalmdach in gedämpfter Hohlpfannendeckung. Im Osten zweigeschossiger, dreiachsiger Mittelrisalit mit Giebeldreieck unter Satteldach sowie vorgelagertem Altan aus Holz mit Rundbogenarkaden. Auf Westseite repräsentative Eingangstür mit vorgelagerten halbrunder Natursteinstufen. Von Norden erhöhter Nebeneingang über gradlinige Außentreppe. Segmentbogenfenster und Fassadengliederung mittels Ziegeldekor. Errichtet etwa 1900. | 32733420 | BW   |
| Holtorf 53° 8′ 12″ N, 10° 19′ 23″ O         | Treppenspeicher  | Fachwerkbau mit vertikaler Verbohlung mit Eichenbohlen unter Satteldach in Reetdeckung. Außentreppe am Südgiebel. Bauinschrift über den zwei Osttüren. Errichtet 1767(i). | 32733592 | BW   |
| Holtorf 2 a 53° 8′ 13″ N, 10° 19′ 26″ O     | Stall            | Eingeschossiger Backsteinbau unter Halbwalmdach in Hohlpfannendeckung. Über dem Eingang im Süden Zwerchhaus mit Treppengiebel. Errichtet etwa 1900. | 32733707 | BW   |
| Holtorf 2b 53° 8′ 13″ N, 10° 19′ 29″ O      | Stall            | Eingeschossiger Backsteinbau unter Satteldach in Hohlpfannendeckung. Errichtet 1919, 1928 vergrößert. | 32733640 | BW   |
| Holtorf 3 / 3 a 53° 8′ 12″ N, 10° 19′ 29″ O | Arbeiterwohnhaus | Traufständiger, eingeschossiger Fachwerkbau auf Feldsteinsockel mit Backsteinausfachungen unter Halbwalmdach in Hohlpfannendeckung. Errichtet etwa 1870. | 32733617 | BW   |
| Holtorf 53° 8′ 12″ N, 10° 19′ 28″ O         | Scheune III      | Eingeschossiger Fachwerkbau mit Backsteinausfachungen auf Feldsteinsockel mit hohem Drempel unter Satteldach in Hohlpfannendeckung. Errichtet etwa 1870. | 32733662 | BW   |
| Holtorf 5 53° 8′ 11″ N, 10° 19′ 29″ O       | Scheune I        | Längsdurchfahrtscheune, zweigeschossiger Fachwerkbau mit Backsteinausfachungen mit hohem senkrecht verbretterten Drempel unter flach geneigtem Satteldach. Errichtet etwa 1910. | 32733685 | BW   |
| Holtorf 6 53° 8′ 10″ N, 10° 19′ 27″ O       | Scheune II       | Traufständiger, eingeschossiger Backsteinbau auf Feldsteinsockel unter Halbwalmdach in Hohlpfannendeckung. Errichtet etwa 1900. | 32733752 | BW   |

## Ehemalige Baudenkmale
| Lage                                           | Bezeichnung                    | Beschreibung | ID | Bild |
| ---------------------------------------------- | ------------------------------ | ------------ | -- | --- |
| Glüsingen Nr. 1, 2 53° 7′ 20″ N, 10° 19′ 37″ O | Feldsteinmauern der Hofanlagen |              |    | [[Vorlage:Bilderwunsch/code!/C:53.122136,10.326997!/D:Glüsingen Nr. 1, 2, Feldsteinmauern der Hofanlagen!/\|BW]] |